# Ocala (schimmelgeslacht)
Ocala is een monotypisch geslacht van schimmels behorend tot de familie Phaeosphaeriaceae. Het bevat alleen Ocala scalariformis.